# Semera
Semera (amhariska: ሰመራ) är en regionhuvudort i Etiopien.   Den ligger i regionen Afar, i den centrala delen av landet, 400 km nordost om huvudstaden Addis Abeba. Semera ligger 433 meter över havet och antalet invånare är 833.
Terrängen runt Semera är huvudsakligen platt. Semera ligger uppe på en höjd. Runt Semera är det mycket glesbefolkat, med 6 invånare per kvadratkilometer. Närmaste större samhälle är Dubti, 10,7 km sydost om Semera. Trakten runt Semera är ofruktbar med lite eller ingen växtlighet.